# 릭 허스트
릭 허스트(Rick Hurst, 1946년 1월 1일 ~ 2025년 6월 26일)는 미국의 배우, 텔레비전 배우이다.

## 영화
- 베놈 (2001년)
- 해저드 마을의 듀크 가족 - 헐리웃 소동 (2000년)
- 여기보다 어딘가에 (1999년)
- 해저드 마을의 듀크 가족 - 재결합 (1997년)
- 사선에서 (1993년)
- 철목련 (1989년) - 바크 역
- 베스트 키드 3 (1989, The Karate Kid Part III)
- 3인의 약혼녀 (1989년)
- 젊은 분노 (1986년)
- 아메리칸 저스티스 (1986년)
- 유인원으로 (1981년)
- 해저드 마을의 듀크 가족 (1979년)
- 우주에서 온 고양이 (1978년)
- W.W. 앤 딕시 댄스킹 (1975년)
- 매쉬 - 시리즈 (1972년)